# X (албум Кајли Миног)
X је студијски албум аустралијске певачице Кајли Миног, објављен крајем 2007.

## Историја албума
То је њен десети студијски албум, њено прво издање након компилације Ultimate Kylie из 2004. године, и њен први студијски албум након Body Language из 2003. године. Дебитантски сингл с албума је "2 Hearts". Објављен у новембру 2007. у свету. Дебитантски сингл америчког издања албума из априла 2008. године је "All I See".
Упркос различитим критичким оценама, албум је номинован за Brit Award награду за најбољи међународни албум и дебитовао је на првом месту у Аустралији, и на једном од првих пет места у Великој Британији. Нема званичне статистике за продају албума, али британске новине The Times у децембру 2008. објавиле да је продато преко један милион примерака албума X широм света.
У децембар 2008 објављено је да албум X номинован за награду Греми у категорији најбољи електронски албум и тако је добила своју пети номинацију. У новембар 2007 Миног је изјавила да ће промовисати X европском турнејом која ће бити названа KylieX2008.

## Синглови
"" је објављен широм света као дебитантски сингл осим у САД. Песма је била хит, доспела је на прво место у Аустралији и четврто у Великој Британији.
"" је објављена као други сингл у Великој Британији и Аустралији и као трећи у остатку света. У Аустралији песма је доспела на једанаесто место, а у Великој Британији на пето место са продатих 180.000 примерака сингла.
"In My Arms" је друго глобално издање и треће у Великој Британији и Аустралији, велики хит у Европи и Мексику. Доспјела је на седми место у Мексику и постала Миног највећи хит онде од 2002. године. Доспјела је на једно од првих 10 места у Немачкој, Француској и Грчкој и на прво место у Румунији.
"" је објављена као сингл у Великој Британији, Аустралији и Европи. Иако је издата само у дигиталном формату, доспела је на треће место у Великој Британији. Такође, обајвљена су 2 промотивна издања. Издање као сингл је отказано.

## Списак песама
| №   | Назив | Аутор(и)                                                                          | Продуцент(и)           | Трајање |  |
| 1.  |       | Џим Елиот, Мима Стилвел                                                           | Киш Мов                | 2.52    |  |
| 2.  |       | Мич Хедин Хансен, Јонас Јеберг, Енгелина Андрина, Адам Пауерс                     | , Јеберг               | 3.18    |  |
| 3.  |       | Кајли Миног, Калвин Харис, Ричард Станард, Пол Харис, Џулијан Пик                 | К. Харис, Станард      | 3.32    |  |
| 4.  |       | Кристијан Карлсон, Понтус Винберг, Хенрик Јонбек, Клас Олунд                      |                        | 3.54    |  |
| 5.  |       | Гај Чемберс, Кети Денис, Серж Гензбур                                             | Чемберс, Денис         | 3.57    |  |
| 6.  |       | Миног, Карен Пул, Харис, Џон Липси                                                | К. Харис               | 3.24    |  |
| 7.  |       | Миног, Станард, Џејмс Вилтшир, Расел Смол, Џон Андерсон, Јохан Емот, Ема Холмгрен | Станард,               | 4.05    |  |
| 8.  |       | Миног, Пул, Карлсон, Винберг, Јонас Квант                                         | Грег Курстин, Пул      | 4.02    |  |
| 9.  |       | Јеберг, Хансен, Едвин Серано, Рејмонд Калхун                                      | Јеберг,                | 3.05    |  |
| 10. |       | Миног, Станард, П. Харис, Пик                                                     | Станард, П. Харис, Пик | 3.42    |  |
| 11. |       | Миног, Пул, Курстин                                                               | Курстин, Пул           | 3.13    |  |
| 12. |       | Пул, Карлсон, Винберг                                                             |                        | 3.04    |  |
| 13. |       | Миног, Ег Вајт                                                                    | Вајт, Мет Присн        | 3.09    |  |

## Топ љествице
| Држава               | Највиша позиција |
| -------------------- | ---------------- |
| Аргентина ()         | 1                |
| Аустралија ()        | 1                |
| Аустрија ()          | 16               |
| Белгија (Ultratop Фландрија) | 26               |
| Белгија (Ultratop Валонија)  | 23               |
| Данска ()            | 34               |
| Европа ()            | 5                |
| Ирска ()             | 19               |
| Јапан ()             | 40               |
| Мађарска ()          | 20               |
| Немачка ()           | 15               |
| Низоземска ()        | 29               |
| Норвешка ()          | 21               |
| Нови Зеланд ()       | 38               |
| Пољска ()            | 39               |
| Француска ()         | 19               |
| Чешка Република ()   | 16               |
| Швајцарска ()        | 9                |
| Шведска ()           | 28               |
| Шпанија ()           | 28               |
| Велика Британија ()  | 4                |
| САД {Билборд 200)    | 139              |
| САД ()               | 4                |